# Ernodea
Ernodea es un género con 17 especies de plantas con flores del orden Gentianales, familia Rubiaceae. Se encuentra en el Caribe y Centroamérica.

## Especies seleccionadas
- Ernodea angusta
- Ernodea calabrica
- Ernodea cokeri
- Ernodea gigantea
- Ernodea litoralis